# Salomon Sulzer
Pour les articles homonymes, voir Sulzer (homonymie).

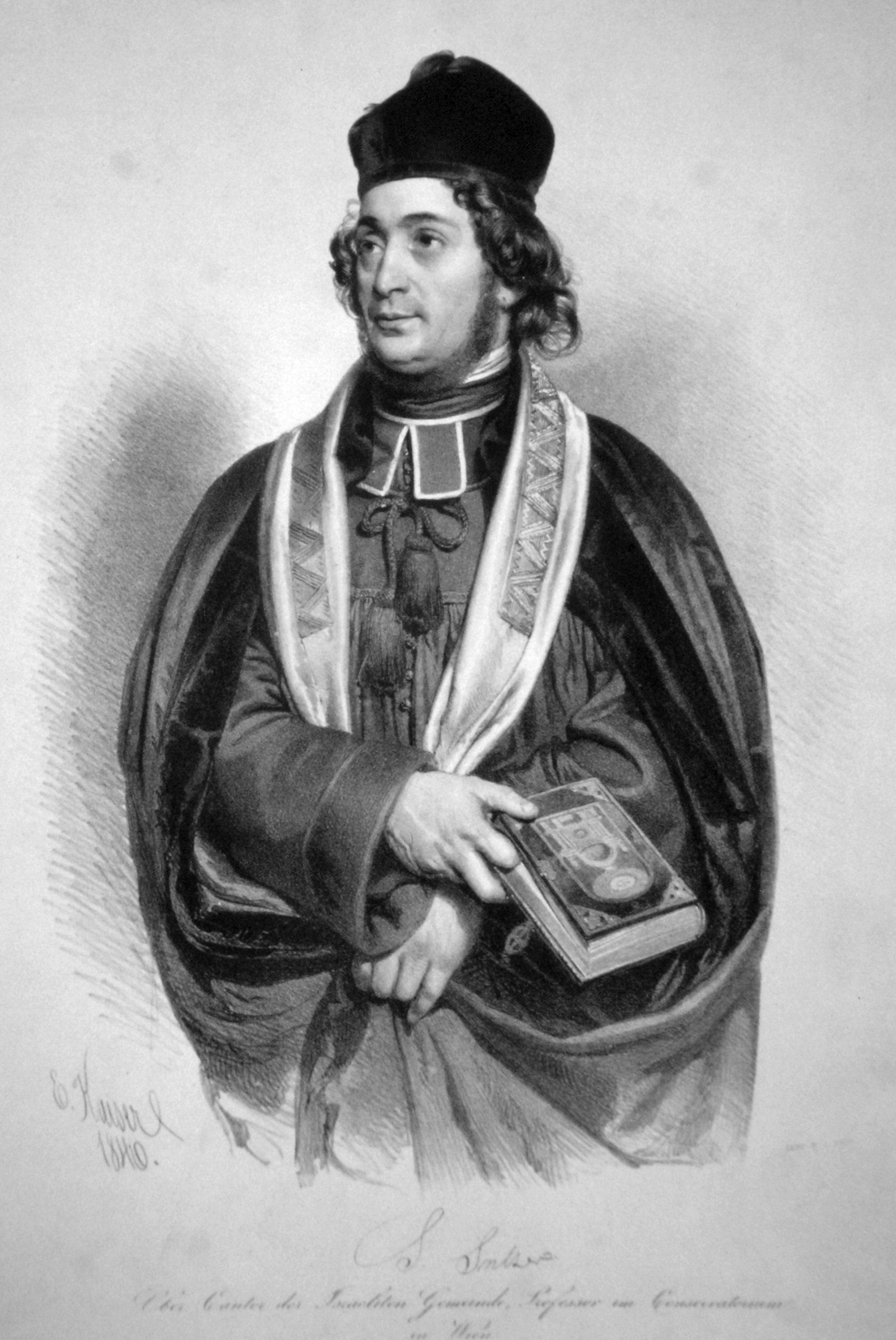
Salomon Sulzer, lithographie d'Eduard Kaiser, 184

Salomon Sulzer (en hébreu שלמה זולצר, Hohenems, Voralberg, 30 mars 1804 - Vienne 17 janvier 1890) fut un hazzan et un compositeur de musique synagogale. Il a été retenu par la postérité comme "le père de la musique synagogale moderne", et sa musique est encore chantée de nos jours dans un grand nombre de synagogues.

## Biographie
Il naît à Hohenems dans le Voralberg en 1804, dans une famille juive de commerçants. Très jeune, il se forme à l'art cantorial à Endingen, Karlsruhe et Düsseldorf. En 1820, il est nommé hazzan de sa ville natale, où il modernise le rite de la synagogue et introduit un chœur. À la demande d'Isaak Mannheimer, il est nommé hazzan à Vienne en 1825. Il y harmonise les airs traditionnels et réorganise le culte. Parallèlement, il apprend la composition chez Ignaz von Seyfried et entre en contact avec des compositeurs renommés de l'époque, notamment Franz Schubert. En 1828, ce dernier met en musique, à la demande de Sulzer, le psaume 92 dans sa version originale en hébreu. En 1838, il publie Chir Zion (le Chant de Sion) où il a recueilli ses arrangements et ses compositions pour la synagogue. Ce recueil révolutionne la musique synagogale et est rapidement adopté partout en Europe. Il servira de modèle à des compositeurs synagogaux de la jeune génération, tels que Louis Lewandowski et Samuel Naumbourg. En 1844, il est nommé professeur de chant au conservatoire de la Société philharmonique de Vienne.

## Œuvres
- Orientalischer Liebsgruß
- Chir Zion 1 (1838)
- Dudaʼim: kleines liturgisches Gesangbuch (1860)
- Chir Zion 2 (1869)
- Zikkaron (1890)